# Resguardo indígena de Males
El  resguardo indígena de Córdoba (Males) es la entidad sociopolítica del pueblo indígena de los pastos en el municipio de Córdoba (Nariño) en el sur de Colombia. Este es uno de los terrenos de resguardos que se protocolizaron en 1906 a través de la Escritura Pública Número 509, título colonial que protocolizó los terrenos de resguardos que conforman el territorio indígena colonial denominado San Bartolomé de Males. En el año 2012 el gobierno de la República de Colombia, mediante resolución 1796 del mismo año, dio inicio al proceso de clarificación del resguardo, desde entonces se ha venido comprendiendo como está conformado realmente San Bartolomé de Males. Debido a lo anterior, es importante aclarar que San Bartolomé de Males es un territorio indígena donde se encuentran insertos muchos resguardos, uno de ellos es el resguardo de Córdoba, por lo tanto no se debe confundir el resguardo de Córdoba (Males) con el territorio de San Bartolomé de Males.

## Geografía
El resguardo de Córdoba (Males) está situado en el sector occidental del municipio de Córdoba con su cabildo y comuneros. 
- Extensión: 8.604 hectáreas de las cuales 3.467 forman parte del piso término muy frío (páramo), 2.025 frío y 3.112 hectáreas medio.
- Límites: por el Norte con el Municipio de Puerres, Río Tescual y Quebrada Galpón al medio; por el Occidente con los Resguardos de Ipiales y San Juan, Río Guáitara al medio; por el Sur con el Municipio de Potosí, Río Chiguaco y Quebrada Churucuan al medio; y por el Oriente con el Municipio de Córdoba, páramo buena vista al medio.

## Historia
Los pastos, con relación y los quillacingas ubicados al norte del río Guáitara y a los abandes, sindaguas, telembies y barbacoas que habitaban la vertiente oriental de la cordillera occidental, era el grupo más numeroso, organizado y avanzado de los existentes en el territorio del actual departamento de Nariño. Al respecto, distintos investigadores coinciden en afirmar que no hubo producto vegetal susceptible de ser cultivado y utilizado como producto vegetal susceptible de ser cultivo y utilizado como alimento, medicina o alucinógeno para sus prácticas rituales. Abonaban la tierra con materia orgánica, rotaban los cultivos, constituyeron terrazas y lograron múltiples variedades de productos tan importantes como el maíz, papa y el frijol.
A diferencia de los quillacingas que eran belicosos, los pastos eran de naturaleza pacífica y como consecuencia sus armas no iba más allá de hachas de piedra, palos en forma de callado y alguna vez lanzas. Probablemente esto explica el fácil sometimiento del que fueron objeto por parte de los españoles cuando estos llegaron por primera vez a su territorio en 1536.
Con la derrota militar de los nativos por parte del conquistador español, se inició el proceso de apropiación de los territorios Indígenas y por medio de actas levantadas ante escribanos, dieron nombres a los poblados subyugados y se nombraron las autoridades correspondientes. La llegada del conquistador español significa desde el punto de vista político, reemplazar los grupos dirigentes nativos por una burocracia civil, militar y religiosa; en lo social, el paso de la organización clanil a la familia patriarcal; en lo ideológico, el tránsito del politeísmo al monoteísmo; y en lo económico, el paso de la propiedad comunitaria a la propiedad, privada. Así mismo, toda vez que la nueva población trae un patrón de consumo distinto al prevaleciente, se introduce una serie de nuevos cultivos (trigo, arroz, avena, caña de azúcar, café, numerosas frutas y hortalizas) y se diversifica la producción ganadera (bovinos, equinos, ovinos, porcinos, caprinos y aves.
Expropiados los aborígenes de sus ancestrales tierras, se produjeron amplias discusiones al interior de la Corona sobre la calidad jurídica de los Indígenas. En la primera etapa fueron considerados como “salvajes”, pero posteriormente y atendiendo en lo fundamental razones de tipo económico, se les otorgó la calidad de vasallos del rey para que estuvieran obligados al pago de los respectivos tributos coloniales, el que afectaba a los varones entre los dieciocho y los cincuenta años y debía pagarse en tres cuotas anuales, unas veces en oro y otras en frutos de la tierra, para el efecto se repartieron tierras en posesión para asegurar el usufructo y explotación de la población Indígena, se adoptaron instituciones tales como la encomienda y la mita.
Como es obvio, para los españoles no bastaba la sola propiedad de la tierra, era necesario también la explotación de la fuerza de trabajo en condiciones serviles. Si el tributo fue el símbolo de subordinación de los Indígenas con respecto a los reyes españoles, en su condición de vasallos de éstos, la encomienda los obligó a pagar un tributo anual al señor encomendero además de estar a su permanente disposición. Posteriormente, la encomienda fue reemplazada por la mita, como mecanismo de control de la fuerza laboral Indígena la cual estuvo dirigida principalmente a suplir las necesidades de mano de obra en las actividades mineras, teniendo aquella una duración de un año. La mita también sirvió como mecanismo de regulación de los tres sectores económicos básicos de aquel entonces: minero, agrario y público.
Dada la acelerada disminución de la población Indígena debida a la política de trasladar poblaciones enteras a tierras frías o cálidas para el trabajo en las minas y a su uso como cargadores, se replanteó el sistema de las instituciones existentes y aunque se mantuvieron, se complementaron con el sistema de los Resguardos.
Los resguardos, establecidos a partir del año de 1561, fue el sistema utilizado para ejercer un mayor control político, económico e ideológico sobre las comunidades aborígenes. Sus características básicas son las siguientes:
Se constituye en un territorio de propiedad colectiva de la respectiva comunidad indígena, en razón de lo anterior, estas tierras no se pueden vender ni comercializar.
La organización interna del resguardo es establecida por el correspondiente cabildo indígena.
A cada miembro de la comunidad se le permite utilizar la tierra, pero solo como usuario de la misma.
Con el sistema de resguardos quedó al menos asegurada la propiedad territorial de los indígenas, porque la tierra que se asignaba a una tribu o comunidad no podía cederse, ni hipotecarse, ni venderse, ni aun pretexto de transferir las mejoras. Los Indígenas eran solo usufructuarios de tierras que pertenecían a su comunidad. Los nativos fueron nuevamente congregados en pueblos, con asignación de Resguardos, generalmente en sus propios poblados o cerca de ellos facilitándose así el dominio ideológico y físico. De ahí que más tarde, cuando se establecieron haciendas, ellas tendieran a estar ubicadas cerca de las aldeas Indígenas donde la fuerza de trabajo era más asequible.
Aunque, dueños de la tierra de los Resguardos, las comunidades que los tenían, carecían de poder para actuar jurídicamente en derecho privado en relación con el manejo de aquellos y en la órbita del derecho público, sus cabildos, aunque eran reconocidos como entidades públicas de carácter especial, tenían tan cortas atribuciones y con tan limitado poder que, en ocasiones, su labor resultaba inocua en el mismo ámbito de la jurisdicción territorial que gobernaban.
De otro lado, durante el siglo XIX, en la época denominada como República, en razón del poder relevante que jugaron la mayor parte de los grupos indígenas en la gesta de la independencia política (1810 – 1819), desde los primeros tiempos se estableció una legislación especial para aquellos, pero siempre bajo el deseo de la discriminación cultural. En el mismo sentido, el congreso expidió la ley 89 de 1890 que se convirtió en la normatividad particular aplicable a los Indígenas colombianos.
La normatividad expedida a lo largo del siglo XX, mantuvo casi inalterable el contenido de la ley 89 de 1890, ratificando la concepción del Estado colombiano con respecto al problema de lo Indígena, en donde estos han sido tratados más como objetos de la legislación que como titulares de poderes y facultades, es decir, se les ha negado su calidad de sujetos de derechos.
En Colombia habitan hoy 84 pueblos indígenas distribuidos a lo largo y ancho del país, en 27 de los 32 Departamentos, en casi 200 Municipios y en todas las fronteras Nacionales; con mayoría poblacional en algunas regiones como Guainía y Vaupés, y tasas de crecimiento demográfico mayores que las Nacionales, la mayor parte de las veces también a sus densidades y dinámicas sociales, con conceptos de comunidad y en muchos casos de territorio que son fruto de reconstrucciones y reapropiaciones culturales a partir de las cuales han venido reafirmando históricamente sus diferencias con la sociedad nacional y regional.
Hablantes de 64 idiomas diferentes, estos pueblos cuentan con poblaciones que en ocasiones sobrepasan las doscientas mil personas (200.000) (los wayú y los paeces), o que apenas alcanzan trescientas (300) personas, en la amazonía; ellos mantienen cosmovisiones, sistemas de parentesco, de control y regulación social propios.
Las antiguas formas de posesión parcelaria que caracterizaba de tenencia de la tierra en la comunidad Indígena de los pastos fue quebrada, pues, por la expropiación y posterior apropiación privada del territorio, derivada, en un principio, de la administración colonial español y después, del enajenamiento que hiciera el estado republicano a favor de algunos sectores de la población de entonces. De otra parte, la dinámica de su articulación con la sociedad regional los ha llevado a integrarse a procesos de campesinización, a tal punto que no tienen los vínculos culturales de su ancestro, como mitos y ritos, que los pastos está distribuida en los Municipios de Aldana, Córdoba, Cumbal, Cuaspud, Guachucal, Ipiales, Mayamas, Potosí, Tuquerres, Contadero y Santacruz de Chávez. Sin embargo, alentados por los logros conquistados en la Asamblea Nacional Constituyente y plasmados en la Constitución Política de 1991, marchan al reencuentro de su identidad y buscan espacios y autonomías para su reafirmación cultural, como es el caso del Resguardo Indígena de Males ubicado en la circunscripción del Municipio de Córdoba, cuya situación legal es como sigue: el juez procurador, Alejandro de la torre y Cassio, en el año de 1777, por orden del Rey, hizo donación de tierras a los Indígenas de Males, posteriormente, un Indígena denominado Guasmayán, arrebató los títulos y vendió los terrenos pertenecientes al Resguardo a unos señores españoles. Los caciques de la Comunidad Indígena de Males iniciaron el pleito ante el rey Fernando VI de España y obtuvieron de este el amparo mediante provisiones real de fecha 6 de febrero de 1787, la entre, deslinde y posesión definitiva de los terrenos dados por las autoridades españolas, se realizó contadas las formaciones el 10 de abril de 1788, en 12 de marzo de 1870, el Cabildo de Males pidió al jefe Municipal, procurador y alcalde de Ipiales la revalidación de los títulos coloniales, petición que fue acogida y concedida.
Por exigencia legal, el 13 de enero de 1906, mediante escritura N.º 509 de la Notaría de Ipiales, se protocolizó junto con el título colonial el reconocimiento que la República hizo de aquellos, más tarde, el 20 de febrero de 1906, fue anotada en el libro N.º 2, folio 29, partida N.º 27.
Dando cumplimiento al decreto N.º 406 del 4 de enero de 1937, entre los meses de enero y abril del mismo año, se levantó el plano topográfico del deslinde del Resguardo de Males. 
El 26 de septiembre de 1980, el Instituto Geográfico Agustín Codazzi hizo reconocimiento e identificación del límite entre los resguardos de Córdoba y San Juan, el 27 de septiembre se presentó el informe final dejando constancia en el punto de observaciones, lo siguiente; “Problemas de linderos no presenta en ningún sector y dentro del resguardo tampoco; el único que se detectó fue el concerniente a una adjudicación hecha por una sola familia por el cabildo anterior, pero que el actual pretende anular por creer que lesiona el interés de todos los comuneros pertenecientes a la parcialidad”.